# Luminator Bernocchi
Luminator Bernocchi és un llum creat el 1926 per l'empresari italià Antonio Bernocchi. Es va encarregar a un jove arquitecte Luciano Baldessari a Milà per fer el primer prototip. Aquest prototip va ser presentat per primera vegada a la Fira de Milà de 1929. Aquell mateix any, es va presentar al pavelló italià a l'Exposició Internacional de Barcelona.
El Luminator Bernocchi va ser creat per Antonio Bernocchi. Bernocchi és considerat el pare del disseny italià. D'aquest projecte va sorgir la idea de crear el primer museu en el món dedicat no només a l'art sinó també al disseny. Així va ser com la família Bernocchi va decidir construir un museu i donar-lo a la ciutat de Milà. Aquest edifici és el Palau Bernocchi Triennale.